# والریا کومیزاکی
والریا کومیزاکی (به انگلیسی: Valéria Kumizaki؛ متولد ۱۵ آوریل ۱۹۸۵) کاراته‌کای برزیلی است. وی در مسابقات کاراته قهرمانی جهان ۲۰۱۶ که در لینتس، اتریش برگزار شد، در کومیته ۵۵ کیلوگرم بانوان مدال نقره را از آن خود کرد. او همچنین در بازی‌های پان امریکن در وزن خود دو بار برنده مدال طلا شده‌است.

## حرفه
در سال ۲۰۱۴، وی در مسابقات ورزشی پان امریکن ۲۰۱۴ که در تلاسکالا، مکزیک برگزار شد، در کومیته ۵۵ کیلوگرم بانوان مدال طلا را از آن خود کرد. در سال ۲۰۱۷، در بازی‌های جهانی ۲۰۱۷ که در وروتسواف، لهستان برگزار شد، در کومیته ۵۵- کیلوگرم بانوان برنده مدال طلا شد. در بازی نهایی او ون تزو یون از تایوان را شکست داد.
در سال ۲۰۱۹، او در بازیهای پان امریکن ۲۰۱۹ که در لیما، پرو برگزار شد، در کومیته ۵۵- کیلوگرم بانوان موفق به کسب مدال طلا شد. وی همچنین در بازیهای پان امریکن ۲۰۱۵ که در تورنتو، کانادا برگزار شد، در همین دسته به مدال طلا دست یافت. در هر دو دوره، کاترین کمپبل کانادایی مدال نقره را از آن خود کرد.